# De película (programa de televisión de Perú)
De película (conocido también como Verónica: De película o De película con Verónica) es un programa de televisión producido por ATV, conducido por Verónica Ayllón. El programa de variedades se basa en temas de entretenimiento, así como cultura y sociedad, tanto del Perú como del mundo.
El programa también es visto por ATV+ y anteriormente en el canal chileno Red TV.

## Historia
De película fue creado en 2005 y estuvo conducido por Verónica Ayllón, una periodista de jet-set. Se enfocó en las primicias y entrevistas desde la industria del cine estadounidense, su primer entrevistado fue el actor Dennis Quaid. En sus inicios solo se transmitió a la medianoche del domingo que, un año después, las nuevas ediciones se estrenaron en las mañanas.
No es el primer programa de su tipo, ya que en 1999 produjo otro similar en Red Global.
Unos años después, el programa se aleja del formato de solo cine para centrarse en crónicas sociales y de coyuntura general. En una entrevista para CPN en 2005, Ayllón descartó recurrir a la prensa roja y en su lugar recurrir a historias de éxitos de la comunidad peruana. En 2007 renovaron su escenografía y se añadió una cartelera adicional para emitirse en simultáneo a la televisión chilena. En 2012 la presentadora realizó una campaña social contra el bullying que posteriormente fue promovido por el canal ATV y la vicepresidenta de la república Marisol Espinoza. Además dedicó especiales electorales, en especial, con el candidato presidencial Pedro Pablo Kuczynski.
Luego, se realizaron cambios de horario, en el 2016 se emitió al mediodía y en 2017 se emite a las dos de la tarde.
En 2020, durante el impacto de COVID-19, el programa dejó de emitir temporalmente estrenos en cines, por lo que Verónica Ayllón dejó de conducir el programa en los estudios de ATV para presentar desde casa en la República Dominicana. Meses después, se comparte estrenos de películas y series de televisión. 
El 12 de junio de 2022, su horario de emisión fue trasladado a la 1:00 p. m.
El 6 de abril de 2025, Verónica Ayllón anunció el fin del programa con un resumen de sus casi 20 años de emisión.

## Conductora
- Verónica Ayllón (2005-2025)

## Premios y nominaciones
| Año  | Premio                       | Categoría                         | Resultado | Ref.   |
| ---- | ---------------------------- | --------------------------------- | --------- | ------ |
| 2005 | Premios Luces de El Comercio | Mejor programa de entretenimiento | Nominado  | [ 16 ] |
| 2006 | Premios Luces de El Comercio | Mejor programa de espectáculos    | Nominado  | [ 17 ] |